# Aprilia RSV4
Die Aprilia RSV4 ist ein Motorrad der Kategorie Supersportler/Superbike des italienischen Herstellers Aprilia. Derzeit werden zwei Modellvarianten angeboten: Die RSV4 und die RSV4 Factory. Das Motorrad wurde speziell für die Teilnahme an der Superbike-Weltmeisterschaft entwickelt, für die notwendige Homologation als zulassungsfähiges Motorrad wurden nur die dafür nötigen Änderungen vorgenommen.
Ab 2021 wurden neue Modellbezeichnungen von Aprilia eingeführt. Die Zusätze RR und RF entfielen. Stattdessen wird das Basismodell nur "RSV4" genannt und als Topmodell die "RSV4 Factory" weitergeführt.

## Technische Daten

### Antrieb
Das Motorrad ist die erste Aprilia mit einem V4-Motor mit 65° Zylinderbankwinkel. Aus der Bohrung von 78 mm und dem Hub von 52,3 mm ergibt sich der Hubraum zu 999,63 cm³. Die Steuerung der vier Ventile pro Zylinder übernehmen zwei obenliegende Nockenwellen (DOHC) pro Zylinderbank, die durch Steuerketten und Stirnräder angetrieben werden. Die Factory-Variante hat zusätzlich variable Ansaugrohre in der Airbox, die die Zylinderfüllung verbessern. Anfangs leistete der Motor 132 kW (180 PS), zum Modelljahr 2015 wurde der Motor tiefgreifend überarbeitet (unter anderem Zylinderkopf, Nockenwellen, Titanventile, erhöhte Verdichtung, optimierter Öl- und Kühlkreislauf), die Leistung stieg auf nominell 148 kW (201 PS) bei 13.000/min. Die variablen Ansaugrohre wurden Standard bei allen Modellvarianten. Das Gewicht des Motors konnte um 1,6 kg gesenkt werden. Die Kraft übertrug ein sequenzielles 6-Gang-Schaltgetriebe, das als Kassettengetriebe ausgelegt ist; das heißt, es kann nach Entfernen des Gehäusedeckels im Ganzen aus dem Gehäuse entfernt und entsprechend einfach gewartet werden.
2021 wurde der Hubraum von vorher 1077 cm3 auf 1099 cm3 angehoben. Das neue Aggregat leistete nun 217 PS und 125 Nm.
Für 2025 wurde der Motor für die neue Euro 5+ Norm angepasst. Der Motor leistet nun 220 PS und unverändert 125 Nm. Es ist damit aktuell das stärkste Serienbike.

### Fahrwerk
Der Brückenrahmen und die Zweiarmschwinge bestehen aus einer Aluminium-Legierung; Lenkkopfwinkel und die Höhe des Motors inklusive des Schwingendrehpunktes sind einstellbar. Die Upside-down-Teleskopgabel mit 43-mm-Tauchrohren und das hintere Federbein sind in Vorspannung, Zug- und Druckstufe einstellbar; sie kommen von den Zulieferern Sachs (RR) bzw. Öhlins (Factory/RF). Die Räder in den Dimensionen 3.50 × 17 Zoll vorn und 6.00 × 17 Zoll hinten bestehen aus Leichtmetallguss bzw. geschmiedetem Leichtmetall (Factory).
Im Modell 2025 kommt das semi-aktive Öhlins EC 2.0 Fahrwerk zum Einsatz.

### Elektronik
Im Wettbewerbsvergleich verfügt die Aprilia RSV4 über eine hochentwickelte, APRC genannte, Fahrassistenzelektronik. Sie beinhaltet ein renntaugliches ABS, eine mehrstufige Traktionskontrolle, eine Wheelie Control zur Vermeidung eines aufsteigenden Vorderrades beim Beschleunigen, eine Launch Control zur Optimierung von Rennstarts sowie ein Quick Shift System für schnellere Gangwechsel. Die Steuerung des Motors erfolgt über ein Ride-by-wire-System ohne direkte mechanische Übertragung der Bewegung des Gasgriffes durch den Fahrer.

### Bremsen
Als Bremsen werden bei allen RSV4 Modellen Komponenten von Brembo verwendet. Ab 2025 wird das Modell Hypure verwendet. Vorher kamen die Stylema zum Einsatz.

### Bilder

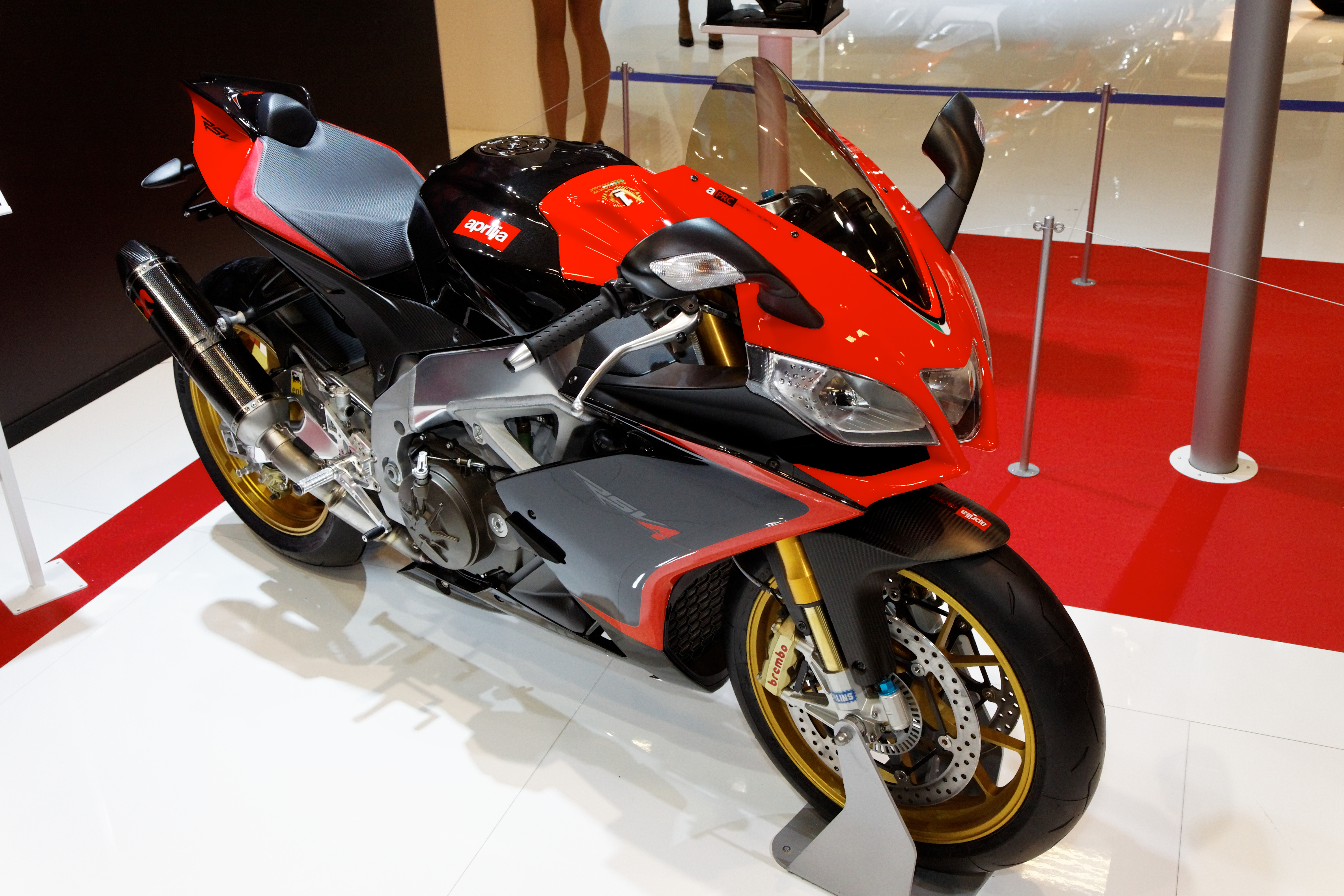
RSV4 Factory auf dem Paris – Salon de la moto 2011
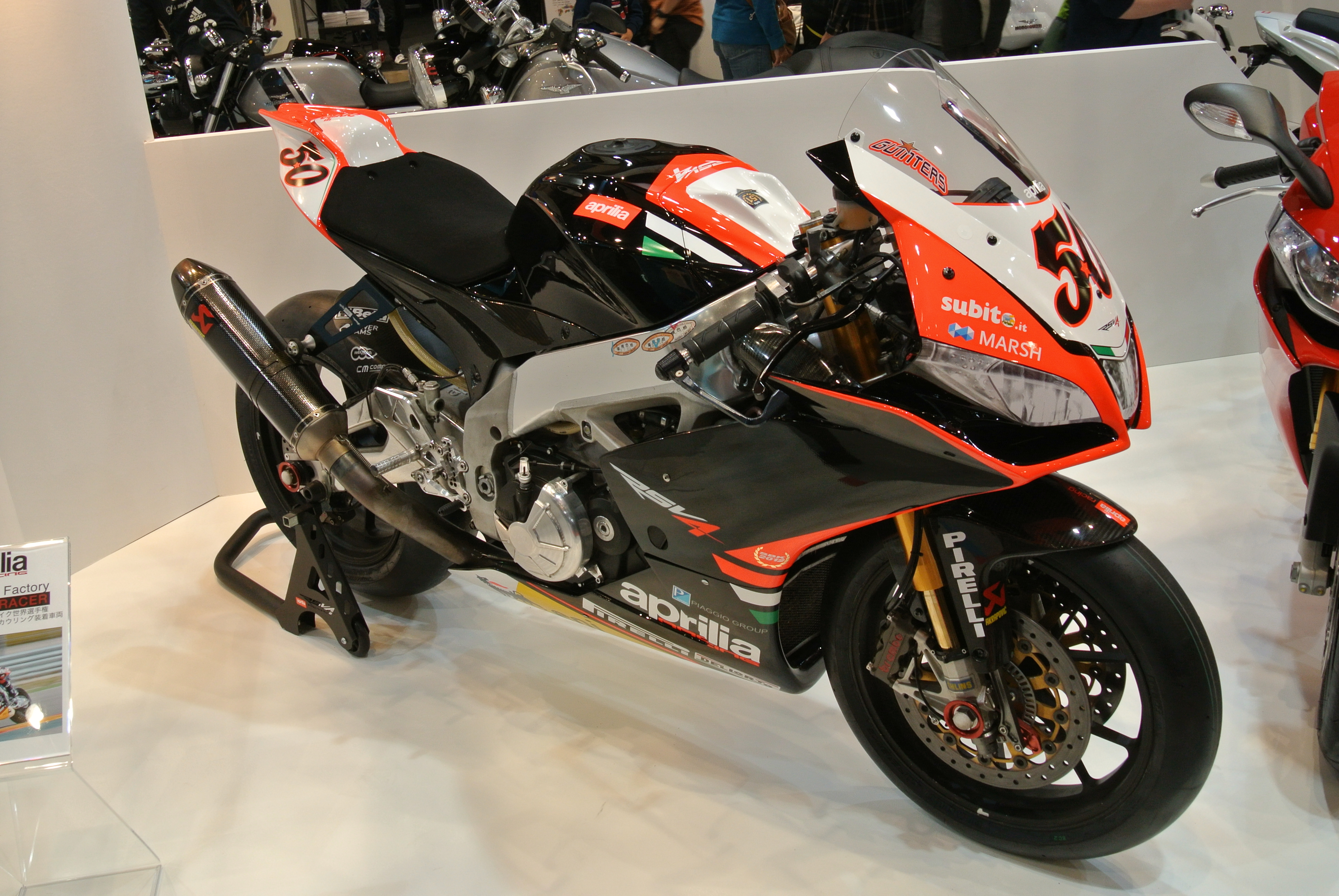
RSV4 auf der Tokio Motorcycle Show 2014
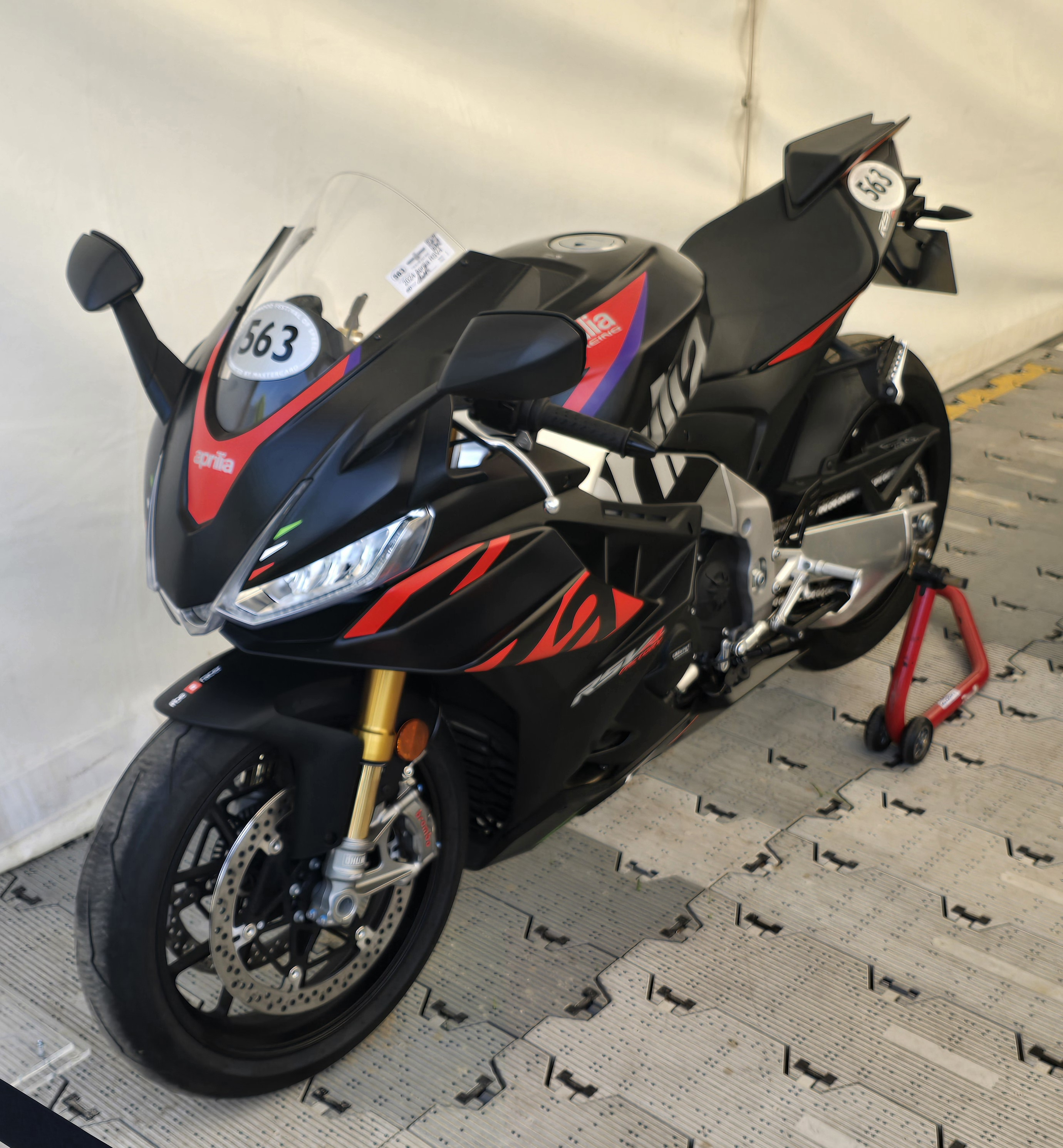
RSV4 – aufgebockt (2024)
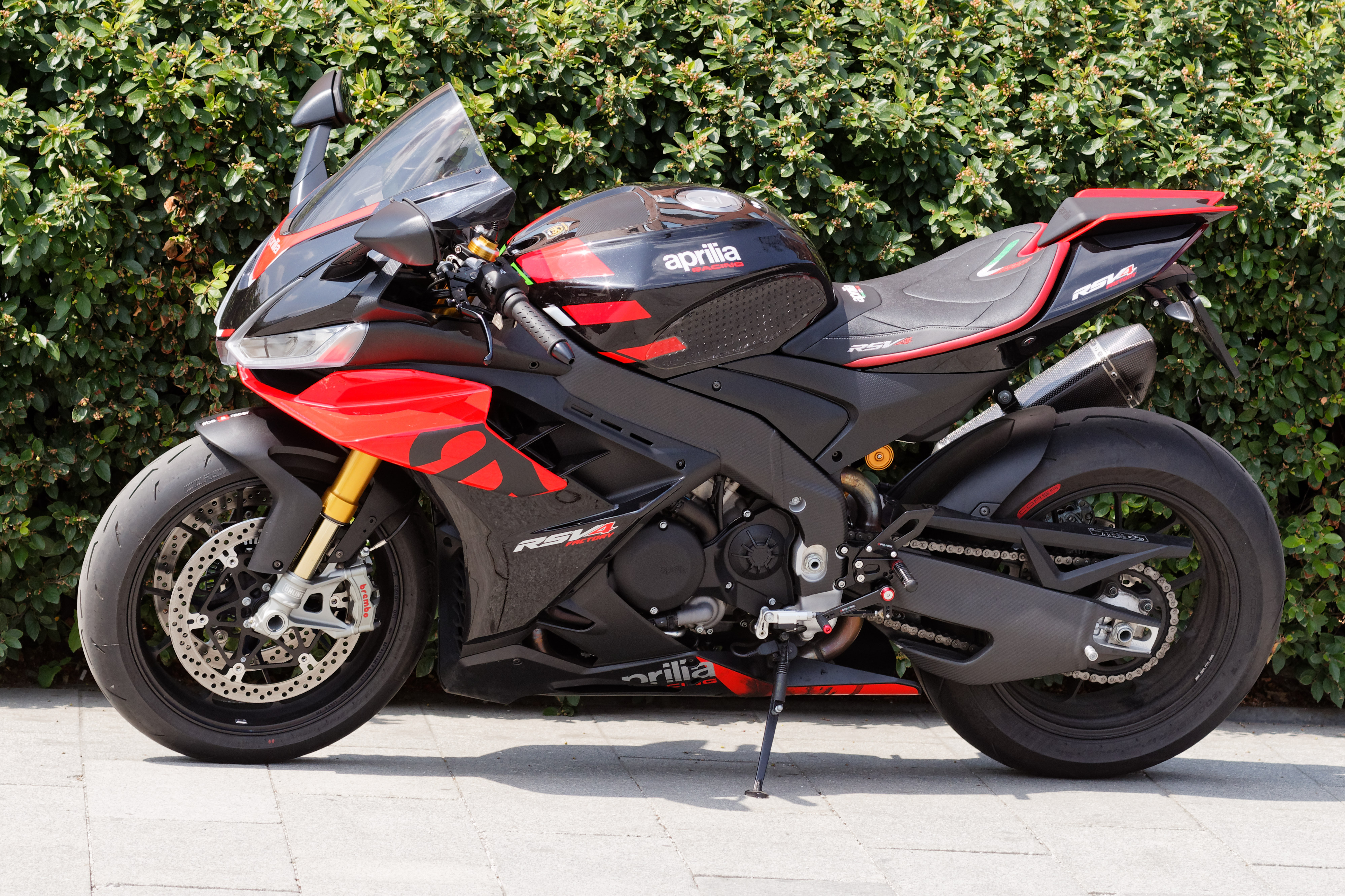
RSV4 – Seitenansicht (2025)

## Motorsport
Die RSV4 wurde von Aprilia im Februar 2008 für die Superbike-Weltmeisterschaft 2009 als Nachfolger der Aprilia RSV Mille vorgestellt. Der Einstieg verlief sehr erfolgreich. Fahrer Max Biaggi konnte beim zweiten Rennwochenende der Saison in Katar aufs Podium fahren. Mit der RSV4 und ihrer Nachfolgeversion RSV4 Factory gewann Aprilia als Werksteam in den Jahren 2010–2014 dreimal den Fahrertitel (2010, 2012, 2014) und viermal den Konstrukteurstitel (2010, 2012–2014). Nach der Saison 2014 zog sich Aprilia aus der WM zurück und überließ den Einsatz der RSV4 Privatteams. Grund war dafür der Einstieg in die MotoGP zur Saison 2015. Aufgrund fehlender Weiterentwicklungen litt die Konkurrenzfähigkeit gegenüber den anderen Maschinen von Ducati, Kawasaki und Yamaha, sodass zuletzt 2018 eine RSV4 im Feld vertreten war. Insgesamt wurden mit der RSV4 in 260 Superbike-Rennen 44 Siege und 148 Top-3-Platzierungen eingefahren.
Die 2019 vorgestellte weiterentwickelte Version der RSV4 ist mit ihrem 1077 cm³ großen Motor nicht für die WorldSBK einsatzfähig, da das Reglement Motoren mit maximal 1000 cm³ vorschreibt. Aprilia war im Gegensatz zu Ducati mit ihrer Panigale V4R nicht bereit eine extra Rennversion für die Weltmeisterschaft zu entwickeln.

### Erfolge
| Jahr | Fahrer           | Motorrad             |
| ---- | ---------------- | -------------------- |
| 2010 | Max Biaggi       | Aprilia RSV4         |
| 2012 | Max Biaggi       | Aprilia RSV4 Factory |
| 2014 | Sylvain Guintoli | Aprilia RSV4 Factory |

| Jahr | Motorrad             |
| ---- | -------------------- |
| 2010 | Aprilia RSV4         |
| 2012 | Aprilia RSV4 Factory |
| 2013 | Aprilia RSV4 Factory |
| 2014 | Aprilia RSV4 Factory |